# Pleußen

Gommelberg Kapelle

Pleußen (bairisch: Pleissn) ist ein ursprünglich als Angerdorf angelegter Ort und eine Gemarkung im Landkreis Tirschenreuth im Regierungsbezirk Oberpfalz in Nordbayern. 

## Geschichte
Gegründet wurde Pleußen von Mönchen des Klosters Waldsassen als Gärtnerei. Während der Pestwelle 1634 errichteten Bürger aus Waldsassen auf dem Gommelberg eine Kapelle. Diese wird einmal im Jahr bei einer Wallfahrt aufgesucht.
Bis ins 19. Jahrhundert war der Ort fast ausschließlich landwirtschaftlich geprägt. Durch den Basaltabbau am Gommelberg und in Steinmühle entstanden erste Wohnhäuser für Arbeiter. Mit dem Siedlungsbau der 1950er Jahre und ab den 1980er Jahren wuchs der Ort weiter.
Zusammen mit Steinmühle und Gulg bildete es bis zur Gebietsreform in Bayern, durch die es am 1. Juli 1972 zur Stadt Mitterteich kam, die Gemeinde Pleußen. Ein Teil der damaligen Gemeinde wurde Konnersreuth zugeschlagen.

## Mundart
In Pleußen wird nordbairische Mundart gesprochen. Diese ist noch relativ unverfälscht erhalten.

## Vereine
- Freiwillige Feuerwehr
- Burschenverein
- Siedlergemeinschaft